# حديقة الحرش
حديقة الحرش تقع في مدينة نابلس، تبلغ مساحة هذه الحديقة حوالي عشرين ألف متر مربع وتقع في الجزء الشرقي الجنوبي من مدينة نابلس على قمة جبل جرزيم التي تصنف ضمن مناطق الأحراش الطبيعية، حيث يعود عمر بعض أشجار السرو والصنوبر المزروعة فيها لأكثر من مائة عام. ونظرا للطبيعة الجغرافية المنحدرة للأرض فقد تم تصميمها على شكل أحواض متدرجة يتصل بعضها ببعض من خلال أدراج. وتشتمل الحديقة على عدد من المرافق الصحية مثل الوحدات الصحية، ومنطقة مخصصة لإنشاء مسبح وأماكن وساحات آمنة للأطفال.